# Øyeren
Øyeren – jezioro położone między Lillestrøm a Enebakk Ytre, drugie co do wielkości, czwarte co do głębokości jezioro w Norwegii. Ciągnie się z Lørenskog i przez ulice Lillestrømveien.